# Johnny Shines with Big Walter Horton
Johnny Shines with Big Walter Horton — студійний альбом американських блюзових музикантів Джонні Шайнса та Біг Волтер Гортона, випущений 1969 року лейблом Statement.

## Про альбом
Це другий альбом Джонні Шайнса, на якому він зі своїм гуртом грає електричний блюз для лейблу Statement; складається із записів, зроблених під час двох різних сесій. Перша сесія відбулась в черні 1966 року в Чикаго, Іллінойс у наступному складі: Шайнс (вокал, гітара); Біг Волтер Гортон (губна гармоніка), Отіс Спенн (фортепіано), Лі Джексон (бас-гітара) та Фред Білоу (ударні). Друга сесія записана в січні 1969 року в Лос-Анджелесі, Каліфорнія, в якій окрім Шайнса (вокал, гітара) та Гортона (губна гармоніка і вокал «If It Ain't Me») взяли участь молодий гітарист Лютер Еллісон, басист Прінс Кенді та Білл Браун на барабанах.
Матеріал платівки здебільшого складається з власних оригінальних пісень Шайнса, однак тут присутні кавер-версії стадартів «You Don't Have to Go» Джиммі Ріда та «Worried Life Blues» Біг Масео Меррівезера, «If It Ain't Me (Who You Thinking Of)» Джиммі Роджерса.
1992 року альбом перевидано на CD (Testament, TCD-5015) з двома бонус-треками.

## Реакція критиків
Оглядач AllMusic Юджин Чедберн в своїй рецензії поставив альбому Johnny Shines with Big Walter Horton оцінку 5 з 5 та підсумовуючи зазначив, що «цей альбом не лише чудовий блюзовий запис, а ще й чудовий блюзовий запис для вечірки».

## Список композицій
| Сторона А | Сторона А                     | Сторона А     | Сторона А    | Сторона А  |
| #         | Назва                         | Автор         | Дата запису  | Тривалість |
| --------- | ----------------------------- | ------------- | ------------ | ---------- |
| 1.        | «Hello Central»               | Джонні Шайнс  | січень 1969  | 3:10       |
| 2.        | «You Don't Have to Go»        | Джиммі Рід    | червень 1966 | 2:22       |
| 3.        | «Sneakin' and Hidin'»         | Волтер Гортон | січень 1969  | 3:51       |
| 4.        | «'Til I Made My Tonsils Sore» | Джонні Шайнс  | червень 1966 | 3:00       |
| 5.        | «Fat Mama»                    | Джонні Шайнс  | січень 1969  | 3:45       |

| Сторона В | Сторона В                  | Сторона В                   | Сторона В    | Сторона В  |
| #         | Назва                      | Автор                       | Дата запису  | Тривалість |
| --------- | -------------------------- | --------------------------- | ------------ | ---------- |
| 1.        | «Worried Life Blues»       | Біг Масео Меррівезер        | червень 1966 | 3:14       |
| 2.        | «I Cry, I Cry»             | Джонні Шайнс                | січень 1969  | 3:20       |
| 3.        | «If It Ain't Me»           | Джиммі Роджерс              | січень 1969  | 3:49       |
| 4.        | «I Want to Warn You, Baby» | Джонні Шайнс                | червень 1966 | 3:41       |
| 5.        | «G. B. Blues»              | Джонні Шайнс, Волтер Гортон | червень 1966 | 2:07       |

| Бонус-треки на CD перевиданні Testament TCD-5015 | Бонус-треки на CD перевиданні Testament TCD-5015 | Бонус-треки на CD перевиданні Testament TCD-5015 | Бонус-треки на CD перевиданні Testament TCD-5015 | Бонус-треки на CD перевиданні Testament TCD-5015 |
| #                                                | Назва                                            | Автор                                            | Дата запису                                      | Тривалість                                       |
| ------------------------------------------------ | ------------------------------------------------ | ------------------------------------------------ | ------------------------------------------------ | ------------------------------------------------ |
| 1.                                               | «I Cry, I Cry» (альтернативный дубль)            | Джонні Шайнс                                     | січень 1969                                      | 2:40                                             |
| 2.                                               | «Sneakin' and Hidin', Pt. 2»                     | Волтер Гортон                                    | січень 1969                                      | 4:33                                             |

## Учасники запису
- Джонні Шайнс — вокал, гітара
- Біг Волтер Гортон — губна гармоніка, вокал (B3)
- Лютер Еллісон — гітара (A1, A3, A5, B2, B3)
- Прінс Кенді (A1, A3, A5, B2, B3), Лі Джексон (A2, A4, B1, B4, B5) — бас-гітара
- Отіс Спенн — фортепіано (A2, A4, B1, B4, B5)
- Білл Браун (A1, A3, A5, B2, B3), Фред Білоу (A2, A4, B1, B4, B5) — ударні

Технічний персонал
- Піт Велдінг — продюсер, текст до платівки
- Воррен Х'юї — ілюстрація для обкладинки
- Бред Барретт — фотографія